# Agathia diversiformis
Agathia diversiformis là một loài bướm đêm thuộc họ Geometridae. Loài này có ở khu vực đông bắc Himalaya.